# Toros de Sincelejo
Toros de Sincelejo es un equipo de béisbol de la Liga Colombiana de Béisbol Profesional, con participación desde la temporada 2003-2004 y con sede en el Estadio Veinte de Enero de Sincelejo.

## Historia
La novena de Toros nace en Barranquilla durante la temporada 2003-04, el 17 de febrero de 2004 se logra el traspaso del equipo a la ciudad de Sincelejo gracias al ingeniero Álvaro De Jesús Palmera Castro (Q. E. P. D.), amigo de infancia de Edison Rentería Herazo, gestor y actual presidente de la Liga Colombiana de Béisbol de Profesional, quien depositó toda su confianza en este barranquillero pero sincelejano por adopción, para que guiara el proceso de Toros en la capital sucreña, iniciando así competencia en la temporada 2004-05. Acompañaron al desaparecido Palmera Castro en la junta directiva del equipo, Nicolás Flórez como jefe de logística y Luis Páter Chica como delegado. Toros tuvo como mánager al estadounidense Brent Bowers, quien llevó a los astados al subcampeonato en la Liga. Para destacar la actuación de Harold Herrera como mejor bateador del torneo con .397 de average.
En la temporada 2010-2011 el club cambió de sede a la ciudad de Cali, realizando sus partidos en el Estadio Miguel Chávez. La temporada se canceló debido al fuerte invierno que azotó al país, el cual impedía el desplazamiento de los equipos a las diferentes ciudades y la realización de los juegos. 
Tras la cancelación de la temporada el 8 de diciembre, el equipo terminó en la tercera posición con 29 juegos,14 ganados y 15 perdidos, average de 0,483 y una diferencia de 5,0.
Para la temporada 2011-2012 el equipo volvió a la ciudad de Sincelejo y en dicha temporada se coronó campeón de la Liga Colombiana de Béisbol Profesional el 4 de febrero de 2012 al ganar a los Leones de Montería la final de 9 partidos 5 a 3, todos los juegos de esta final se jugaron en el Estadio 20 de Enero. El cartagenero Neder Horta fue el gestor de esa gran hazaña, orientando a un grupo de jóvenes peloteros colombianos encabezados por Dilson Herrera, Mauricio Ramos, Jorge Rodríguez, Yesid Salazar, Hector Acuña, Juan Ariza y Deivis Rivadeneira, combinados con el aporte valioso de los japoneses Hiroki Inaba, Kohei Maso, Kento Abe y Yuki Sakama. Así mismo del dominicano Oswaldo Rodríguez, ganador del último juego, y el norteamericano Aaron Eggleaston.
En la temporada 2020-21 por problemas económicos el equipo sincelejano no participó.
Para la temporada 2022-23 regresa el equipo jugando sus partidos en el Estadio Edgar Renteria de la ciudad de Barranquilla.

## Roster 2024-2025
Estos son los jugadores confirmados hasta el momento.

## Rivalidad con Leones
El juego entre Leones y Toros es considerado el Clásico de La Sabana debido a la cercanía de las ciudades de Montería y Sincelejo que comparten la sabana, Toros de Sincelejo quedó campeón ante Leones de Montería con serie final de 5-3 en el 2011-2012, para las temporada de 2013/14 y 2015/16 nuevamente se enfrentan en semifinales clasificando Leones a final en ambas ocasiones, finalmente la revancha del título perdido ante Toros se daría en la temporada 2016-2017, Leones se consagró campeón en serie de 4-2.

## Palmarés
Estos son los títulos ganados por el equipo en su historia:

### Liga Colombiana de Béisbol Profesional
- Campeón (1): 2011-12
- Subcampeón (4): 2004-05, 2016-17, 2017-18, 2018-19

### Serie Internacional de Béisbol México-Colombia
- Campeón (1): 2012

## Jugadores premiados
Estos son los jugadores que han sido premiados en los diferentes torneo de la liga:
| Categoría                             | Ganador         | Temporada |
| ------------------------------------- | --------------- | --------- |
| Jugador más valioso                   | Carlos Sosa     | 2009-10   |
| Mejor bateador                        | Hector Acuña    | 2014-15   |
| Mejor bateador                        | Sneider Batista | 2016-17   |
| Pitcher del año                       | Edgar Ramírez   | 2009-10   |
| Líder de cuadrangulares               | Osman Marval    | 2018-19   |
| Líder de carreras anotadas            | Charlie Mirabal | 2014-15   |
| Líder de carreras anotadas            | Manuel Joseph   | 2016-17   |
| Líder de carreras impulsadas          | Osman Marval    | 2018-19   |
| Mejor receptor                        | Michael Perez   | 2015-16   |
| Mejor primera base                    | Luis Martínez   | 2016-17   |
| Mejor segunda base                    | Grenny Cumana   | 2016-17   |
| Mejor short stop                      | Charlie Mirabal | 2016-17   |
| Mejor centerfield (jardinero central) | Manuel Joseph   | 2016-17   |
| Mejor rightfield (jardinero derecho)  | Cristian Cano   | 2016-17   |
| Mánager del año                       | Brent Bowers    | 2006-07   |
| Mánager del año                       | Neder Horta     | 2011-12   |
| Mánager del año                       | Eddy Dennis     | 2016-17   |
| Mánager del año                       | Jose Mosquera   | 2018-19   |
| Novato del año                        | Mauricio Ramos  | 2011-12   |
| Novato del año                        | Ronald Luna     | 2012-13   |
| Pitcher Relevista del Año             | Nate Cotton     | 2006-07   |